# Liste der Stolpersteine in Hamburg-Uhlenhorst
Die Liste der Stolpersteine in Hamburg-Uhlenhorst enthält alle Stolpersteine, die im Rahmen des gleichnamigen Kunst-Projekts von Gunter Demnig in Hamburg-Uhlenhorst verlegt wurden. Mit ihnen soll Opfern des Nationalsozialismus gedacht werden, die in Hamburg-Uhlenhorst lebten und wirkten.
Diese Seite ist Teil der Liste der Stolpersteine in Hamburg, da diese mit insgesamt 7202 (Stand: Juni 2025) Steinen zu groß würde und deshalb je Stadtteil, in dem Steine verlegt wurden, eine eigene Seite angelegt wurde.
Die Stolpersteine in Hamburg-Uhlenhorst werden durch Mitglieder und Freunde des Hohenfelder Bürgervereins von 1883 r. V. gepflegt.
| Adresse                       | Person(en)                                  | Inschrift | Bilder                           | Anmerkung |
| ----------------------------- | ------------------------------------------- | --- | -------------------------------- | --- |
| Averhoffstraße 5 ·            | Margareta Liebitz                           | Hier wohnte Margareta Liebitz Jg. 1884 eingewiesen 1936 Alsterdorfer Anstalten ‚verlegt‘ 16.8.1943 Heilanstalt Am Steinhof/Wien tot 19.5.1945                                                    |                                  | Eintrag auf stolpersteine-hamburg.de verlegt ggü. Nr. 6 |
| Averhoffstraße 22 ·           | Markus Rieder                               | Hier wohnte Markus Rieder Jg. 1870 deportiert 1943 Theresienstadt 1943 Auschwitz ermordet |                                  | Eintrag auf stolpersteine-hamburg.de |
| Averhoffstraße 22 ·           | Sophie Rieder geb. Braunschweiger           | Hier wohnte Sophie Rieder geb. Braunschweiger Jg. 1874 deportiert 1943 Theresienstadt 1943 Auschwitz ermordet                                                                                    |                                  | Eintrag auf stolpersteine-hamburg.de |
| Birkenau 24 ·                 | Friedrich Wield                             | Künstlerheim Birkenau 24 Hier arbeitete Friedrich Wield Jg. 1880 gedemütigt/entrechtet Flucht in den Tod 10. Juni 1940                                                                           |                                  | Eintrag auf stolpersteine-hamburg.de |
| Erlenkamp 9 ·                 | Käthe Friedländer                           | Hier wohnte Käthe Friedländer Jg. 1894 gedemütigt/entrechtet Flucht in den Tod 18.10.1942 |                                  | Eintrag auf stolpersteine-hamburg.de |
| Erlenkamp 21 ·                | Camilla Voigt                               | Hier wohnte Camilla Voigt Jg. 1912 eingewiesen 1935 Heilanstalt Langenhorn ‚verlegt‘ 2.11.1943 Heilanstalt Meseritz-Obrawalde ermordet 28.12.1943                                                |                                  | Eintrag auf stolpersteine-hamburg.de |
| Grillparzerstraße 4 ·         | Walter Lippmann                             | Hier wohnte Dr. Walter Lippmann Jg. 1895 ‚Schutzhaft‘ 1938 KZ Buchenwald Flucht 1941 USA |                                  | Eintrag auf stolpersteine-hamburg.de |
| Grillparzerstraße 4 ·         | Eugen Tuteur                                | Hier wohnte Eugen Tuteur Jg. 1870 deportiert 1942 Theresienstadt ermordet |                                  | Eintrag auf stolpersteine-hamburg.de |
| Grillparzerstraße 36 ·        | Hermann August Fabeck                       | Hier wohnte Hermann August Fabeck Jg. 1905 verhaftet 14.5.1939 ‚unangepasstes Verhalten‘ Gefängnis Altona Zuchthaus Bremen 1940–1942 Polizeigefängnis Hütten 1942 Neuengamme ermordet 25.10.1942 |                                  | Eintrag auf stolpersteine-hamburg.de |
| Gustav-Freytag-Straße 7 ·     | Kurt Perels                                 | Hier wohnte Kurt Perels Jg. 1878 gedemütigt/entrechtet Flucht in den Tod 10.9.1933 |                                  | Eintrag auf stolpersteine-hamburg.de Weitere Stolpersteine befinden sich in Hamburg-Rotherbaum und Hamburg-Altstadt. |
| Hans-Henny-Jahnn-Weg 8 ·      | Edith Agnes Strauß geb. Steinfeld           | Hier wohnte Edith Agnes Strauß geb. Steinfeld Jg. 1891 gedemütigt/entrechtet Flucht in den Tod 11.11.1941                                                                                        |                                  | Eintrag auf stolpersteine-hamburg.de |
| Hans-Henny-Jahnn-Weg 8 ·      | Hilde Edith Strauß                          | Hier wohnte Hilde Edith Strauß Jg. 1914 deportiert 1941 Riga ermordet |                                  | Eintrag auf stolpersteine-hamburg.de |
| Hans-Henny-Jahnn-Weg 8 ·      | Hugo Strauß                                 | Hier wohnte Dr. Hugo Strauß Jg. 1878 deportiert 1941 Riga ermordet |                                  | Eintrag auf stolpersteine-hamburg.de |
| Hans-Henny-Jahnn-Weg 32 ·     | Arthur Cohn                                 | Hier wohnte Arthur Cohn Jg. 1886 deportiert 1942 Theresienstadt 1944 Auschwitz ermordet |                                  | Eintrag auf stolpersteine-hamburg.de |
| Hartwicusstraße 2 ·           | Theodor Haubach                             | Hier wohnte Theodor Haubach Jg. 1896 1934–1936 KZ Börgermoor 1944 Haft in Berlin hingerichtet 23.1.1945                                                                                          |                                  | Eintrag auf stolpersteine-hamburg.de Weitere Stolpersteine befinden sich in Hamburg-Altstadt und Berlin-Westend. |
| Hartwicusstraße 2 ·           | Noemi Carola Sellogeb. Weil                 | Hier wohnte Noemi Carola Sello geb. Weil Jg. 1890 gedemütigt/entrechtet Flucht in den Tod 24.10.1941                                                                                             |                                  | Eintrag auf stolpersteine-hamburg.de |
| Hartwicusstraße 3 ·           | Max Lübcke                                  | Hier wohnte Max Lübcke Jg. 1899 verhaftet 1940/43 Fuhlsbüttel gedemütigt/entrechtet Flucht in den Tod 30.4.1943                                                                                  |                                  | Eintrag auf stolpersteine-hamburg.de Stolperstein liegt links der Treppe zum Eingang |
| Hebbelstraße 15 ·             | Leo Lohde                                   | Hier wohnte Leo Lohde Jg. 1890 gedemütigt/entrechtet Flucht in den Tod 7.4.1939 |                                  | Eintrag auf stolpersteine-hamburg.de |
| Heideweg 11 ·                 | Hedwig Sofia Benzihn                        | Hier wohnte Hedwig Sofia Benzihn Jg. 1869 verhaftet 1942 KZ Fuhlsbüttel deportiert 1942 Theresienstadt ermordet 13.11.1942                                                                       |                                  | Eintrag auf stolpersteine-hamburg.de |
| Heinrich-Hertz-Straße 19 ·    | Jacob Levy                                  | Hier wohnte Jacob Levy Jg. 1867 entrechtet/gedemütigt Flucht in den Tod 27.2.1942 |                                  | Eintrag auf stolpersteine-hamburg.de |
| Heinrich-Hertz-Straße 19 ·    | Sara Levy geb. Fehr                         | Hier wohnte Sara Levy geb. Fehr Jg. 1868 entrechtet/gedemütigt Flucht in den Tod 27.2.1942 |                                  | Eintrag auf stolpersteine-hamburg.de |
| Herbert-Weichmann-Straße 51 · | David Herz (Hermann) Kobritz                | Hier wohnte David Herz Hermann Kobritz Jg. 1865 deportiert 1942 Theresienstadt ermordet Dez. 1944                                                                                                |                                  | Eintrag auf stolpersteine-hamburg.de |
| Herderstraße 7 ·              | Anita Schönberger                           | Hier wohnte Anita Schönberger Jg. 1913 eingewiesen 1940 Heilanstalt Langenhorn ‚verlegt‘ 2.11.1943 Heilanstalt Meseritz-Obrawalde ermordet 16.11.1943                                            |                                  | Eintrag auf stolpersteine-hamburg.de |
| Herderstraße 21 ·             | Emmy Nathan                                 | Hier wohnte Emmy Nathan Jg. 1866 deportiert 1943 Theresienstadt ermordet 5.4.1944 |                                  | Eintrag auf stolpersteine-hamburg.de |
| Hofweg 4 ·                    | Hermann Durlacher                           | Hier wohnte Dr. Hermann Durlacher Jg. 1873 Flucht 1939 Holland/Frankreich interniert Drancy deportiert 1942 ermordet in Auschwitz                                                                |                                  | Eintrag auf stolpersteine-hamburg.de |
| Hofweg 6 ·                    | Friedrich Karl Heinrich Schrage             | Hier wohnte F. K. Heinrich Schrage Jg. 1893 ermordet 16.9.1944 KZ Fuhlsbüttel |                                  | Eintrag auf stolpersteine-hamburg.de |
| Hofweg 9 ·                    | Herbert Oscar Adler                         | Hier wohnte Herbert Oscar Adler Jg. 1890 deportiert 1942 Auschwitz ermordet 12.1.1943 |                                  | Eintrag auf stolpersteine-hamburg.de |
| Hofweg 9 ·                    | Elise Mansfeldt geb. David                  | Hier wohnte Elise Mansfeldt geb. David Jg. 1854 deportiert 1943 Theresienstadt ermordet 2.10.1943                                                                                                |                                  | Eintrag auf stolpersteine-hamburg.de Stolperstein liegt rechts im Kleinpflaster der Auffahrt |
| Hofweg 22 ·                   | Bernd Dawidowicz                            | Hier wohnte Bernd Dawidowicz Jg. 1936 Polenaktion 1938 Bentschen deportiert Schicksal unbekannt                                                                                                  |                                  | Eintrag auf stolpersteine-hamburg.de |
| Hofweg 22 ·                   | Gerd Dawidowicz                             | Hier wohnte Gerd Dawidowicz Jg. 1924 Polenaktion 1938 Bentschen deportiert Schicksal unbekannt                                                                                                   |                                  | Eintrag auf stolpersteine-hamburg.de |
| Hofweg 22 ·                   | Horst Dawidowicz                            | Hier wohnte Horst Dawidowicz Jg. 1930 Polenaktion 1938 Bentschen deportiert Schicksal unbekannt                                                                                                  |                                  | Eintrag auf stolpersteine-hamburg.de |
| Hofweg 22 ·                   | Moritz Moszek Dawidowicz                    | Hier wohnte Moritz Moszek Dawidowicz Jg. 1894 Polenaktion 1938 Bentschen deportiert 1941 ermordet in Majdanek                                                                                    |                                  | Eintrag auf stolpersteine-hamburg.de |
| Hofweg 31 ·                   | Heinz Wolfers                               | Hier wohnte Heinz Wolfers Jg. 1908 eingewiesen 1935 Heilanstalt Langenhorn ‚verlegt‘ Heilanstalt Strecknitz tot 3.5.1940                                                                         |                                  | Eintrag auf stolpersteine-hamburg.de |
| Hofweg 31 ·                   | Hugo Wolfers                                | Hier wohnte Hugo Wolfers Jg. 1875 deportiert 1941 Riga ermordet |                                  | Eintrag auf stolpersteine-hamburg.de |
| Hofweg 31 ·                   | Olga Wolfers geb. Oppenheimer               | Hier wohnte Olga Wolfers geb. Oppenheimer Jg. 1885 deportiert 1941 Riga ermordet |                                  | Eintrag auf stolpersteine-hamburg.de |
| Hofweg 45 ·                   | Salomon Jacobson                            | Hier wohnte Salomon Jacobson Jg. 1881 Flucht 1938 Holland interniert Westerborg deportiert 1943 ermordet in Sobibor                                                                              |                                  | Eintrag auf stolpersteine-hamburg.de |
| Höltystraße 15 ·              | Kurt Friedrich                              | Hier wohnte Kurt Albin Friedrich Jg. 1903 KZ Fuhlsbüttel ermordet 13.8.1944 |                                  | Eintrag auf stolpersteine-hamburg.de |
| Immenhof/Uhlenhorster Weg ·   | Max Ring                                    | Hier wohnte Max Ring Jg. 1868 deportiert 1942 Theresienstadt tot 20.9.1942 |                                  | Eintrag auf stolpersteine-hamburg.de |
| Immenhof 10 ·                 | Else Geiershoefer geb. Kann                 | Hier wirkte Else Geiershoefer geb. Kann Jg. 1879 deportiert 1941 Łodz ermordet 22.10.1942 |                                  | Eintrag auf stolpersteine-hamburg.de Vor dem Gemeindehaus der Kirche St. Gertrud (Hamburg-Uhlenhorst). Geiershoefer war geborene Jüdin und konvertiert zum evangelisch-lutherischen Bekenntnis und arbeitete auch für die Gemeinde. Ein weiterer Stolperstein befindet sich in Hamburg-Rotherbaum. |
| Kanalstraße 2 ·               | Bertha Michelsohn geb. Hirsch               | Hier wohnte Bertha Michelsohn geb. Hirsch Jg. 1899 deportiert 1942 Auschwitz ermordet |                                  | Eintrag auf stolpersteine-hamburg.de |
| Kanalstraße 52 ·              | Johanna Stüve                               | Hier wohnte Johanna Stüve Jg. 1923 eingewiesen 1931 Alsterdorfer Anstalten ‚verlegt‘ 16.8.1943 Heilanstalt Am Steinhof/Wien ermordet 30.3.1944                                                   |                                  | Eintrag auf stolpersteine-hamburg.de |
| Karlstraße 2 ·                | Max Nathan                                  | Hier wohnte Max Nathan Jg. 1878 verhaftet 1936 KZ Fuhlsbüttel ermordet 30.10.1936 |                                  | Eintrag auf stolpersteine-hamburg.de |
| Karlstraße 2 ·                | Wilhelm Sander                              | Hier wohnte Wilhelm Sander Jg. 1905 verhaftet 1936 KZ Fuhlsbüttel Auschwitz ermordet 14.5.1943                                                                                                   |                                  | Eintrag auf stolpersteine-hamburg.de |
| Lerchenfeld 2 ·               | Friedrich Adler                             | Hier lehrte Friedrich Adler Jg. 1878 deportiert 1942 Auschwitz ermordet |                                  | Eintrag auf stolpersteine-hamburg.de Auf dem Bürgersteig rechts neben dem Eingang zur Hochschule für bildende Künste Hamburg am Lerchenfeld. Ein weiterer Stolperstein befindet sich in Hamburg-Harvestehude.                                                                                      |
| Lerchenfeld 2 ·               | Hugo Meier-Thur                             | Hier lehrte Dr. Hugo Meier-Thur Jg. 1881 Gestapohaft ermordet 5.12.1943 KZ Fuhlsbüttel |                                  | Eintrag auf stolpersteine-hamburg.de Auf dem Bürgersteig rechts neben dem Eingang zur Hochschule für bildende Künste Hamburg am Lerchenfeld. Ein weiterer Stolperstein befindet sich in Hamburg-Barmbek-Süd.                                                                                       |
| Lerchenfeld 2 ·               | Felix Nussbaum                              | Hier studierte Felix Nussbaum Jg. 1904 Studium 1932 Italien 1937 Belgien interniert Mechelen deportiert 1944 ermordet in Auschwitz                                                               |                                  | Eintrag auf stolpersteine-hamburg.de Auf dem Bürgersteig rechts neben dem Eingang zur Hochschule für bildende Künste Hamburg am Lerchenfeld. Ein weiterer Stolperstein befindet sich in Osnabrück.                                                                                                 |
| Lerchenfeld 10 ·              | Dorothea Bernstein                          | Hier lehrte Dr. Dorothea Bernstein Jg. 1893 deportiert 1941 Łodz weiterdeportiert 1942 ??? |                                  | Eintrag auf stolpersteine-hamburg.de Vor dem Eingang zum Gymnasium Lerchenfeld in Hamburg-Uhlenhorst. Ein weiterer Stolperstein befindet sich in Hamburg-Winterhude. |
| Mundsburger Damm 25 ·         | Dora Prause geb. Oppenheim                  | Hier wohnte Dora Prause geb. Oppenheim Jg. 1872 gedemütigt/entrechtet Flucht in den Tod 11.8.1936                                                                                                |                                  | Eintrag auf stolpersteine-hamburg.de |
| Mundsburger Damm 26 ·         | Ida Kohn geb. Grünhut                       | Hier wohnte Ida Kohn geb. Grünhut Jg. 1874 deportiert 1941 Łodz ermordet 20.4.1942 |                                  | Eintrag auf stolpersteine-hamburg.de |
| Mundsburger Damm 26 ·         | Gertrud Kohn                                | Hier wohnte Dr. Gertrud Kohn Jg. 1897 deportiert 1941 Łodz ermordet |                                  | Eintrag auf stolpersteine-hamburg.de |
| Mundsburger Damm 26a ·        | Hedwig Oppenheimer geb. Stern               | Hier wohnte Hedwig Oppenheimer geb. Stern Jg. 1873 deportiert 1942 Theresienstadt ermordet 22.11.1942                                                                                            |                                  | Eintrag auf stolpersteine-hamburg.de Für weitere Stolpersteine am MundsburgerDamm1 siehe Liste der Stolpersteine in Hamburg-Hohenfelde. |
| Mundsburger Damm 26a ·        | Julius Oppenheimer                          | Hier wohnte Julius Oppenheimer Jg. 1873 deportiert 1942 Theresienstadt ermordet 23.11.1942 |                                  | Eintrag auf stolpersteine-hamburg.de |
| Mundsburger Damm 28 ·         | Grete Recha Mamelok geb. Rieder             | Hier wohnte Grete Recha Mamelok geb. Rieder Jg. 1897 deportiert 1941 Lodz/Litzmannstadt 1942 Chelmno/Kulmhof ermordet Mai 1942                                                                   |                                  | Eintrag auf stolpersteine-hamburg.de |
| Mundsburger Damm 28 ·         | Julius Mamelok                              | Hier wohnte Julius Mamelok Jg. 1884 deportiert 1941 Lodz/Litzmannstadt 1942 Chelmno/Kulmhof ermordet Mai 1942                                                                                    |                                  | Eintrag auf stolpersteine-hamburg.de |
| Mundsburger Damm 38 ·         | Leo Julius Raphaeli                         | Hier wohnte Leo Julius Raphaeli gen. Willy Hagen Jg. 1878 deportiert 1941 Łodz ermordet 4.5.1942                                                                                                 |                                  | Eintrag auf stolpersteine-hamburg.de links vom Geschäft, Wohnungseingang |
| Mundsburger Damm 42 ·         | Else Löwenstein geb. Selig                  | Hier wohnte Else Löwenstein geb. Selig Jg. 1886 deportiert 1941 Minsk ermordet |                                  | Eintrag auf stolpersteine-hamburg.de |
| Mundsburger Damm 42 ·         | Richard Löwenstein                          | Hier wohnte Richard Löwenstein Jg. 1884 deportiert 1941 Minsk ermordet |                                  | Eintrag auf stolpersteine-hamburg.de |
| Mundsburger Damm 45 ·         | Fritz Isidor Dawidowicz                     | Hier wohnte Fritz Isidor Dawidowicz Jg. 1893 ‚Polenaktion‘ 1938 Bentschen/Zbaszyn ermordet im besetzten Polen                                                                                    |                                  | Eintrag auf stolpersteine-hamburg.de. Er führte auf der anderen Seite des Mundsburger Dammes ein Schuh-Verkaufs- und -Reparaturgeschäft. Von seinen zwei Kindern überlebte eines durch einen Kindertransport nach England.                                                                         |
| Mundsburger Damm 45 ·         | Gertrud Rosalie Dawidowicz geb. Frankenthal | Hier wohnte Gertrud Rosalie Dawidowicz geb. Frankenthal Jg. 1893 ‚Polenaktion‘ 1938 Bentschen/Zbaszyn ermordet im besetzten Polen                                                                |                                  | Eintrag auf stolpersteine-hamburg.de |
| Mundsburger Damm 46 ·         | Johann Brück                                | Hier wohnte Johann Brück Jg. 1891 verhaftet 17.10.1941 gefälschte Papiere KZ Fuhlsbüttel Gefängnis Hamburg Sondergericht Hamburg Todesurteil 29.5.1942 hingerichtet 12.9.1942                    |                                  | Eintrag auf stolpersteine-hamburg.de |
| Mundsburger Damm 48 ·         | Emil Levy                                   | Hier wohnte Emil Levy Jg. 1910 ‚Schutzhaft‘ 1938 Sachsenhausen deportiert 1941 Minsk ermordet |                                  | Eintrag auf stolpersteine-hamburg.de |
| Mundsburger Damm 65 ·         | Engelbert Decker                            | Hier wohnte Dr. Engelbert Decker Jg. 1889 verhaftet 1936/37/41 Fuhlsbüttel Flucht in den Tod 30.3.1941 Polizeigefängnis Hütten                                                                   |                                  | Eintrag auf stolpersteine-hamburg.de |
| Oberaltenallee 60–72 ·        | Mathilde Jordan geb. Lehmann                | Hier wohnte Mathilde Jordan geb. Lehmann Jg. 1880 eingewiesen 1939 Heilanstalt Langenhorn ‚verlegt‘ 23.9.1940 Brandenburg ermordet 23.9.1940 ‚Aktion T4‘                                         | Stolperstein für Mathilde Jordan | Eintrag auf stolpersteine-hamburg.de Stolperstein liegt vor Hausnr. 72 |
| Oberaltenallee 72 ·           | Harry Dreher                                | Hier wohnte Harry Dreher Jg. 1931 eingewiesen 1939 Alsterdorfer Anstalten ‚verlegt‘ 10.8.1943 Heilanstalt Mainkofen ermordet 6.5.1945                                                            | Stolperstein für Harry Dreher    | Eintrag auf stolpersteine-hamburg.de |
| Oberaltenallee 72 ·           | Frida Gutmann                               | Hier wohnte Frida Gutmann Jg. 1877 deportiert 1942 Theresienstadt 1942 Treblinka ermordet | Stolperstein für Frida Gutmann   | Eintrag auf stolpersteine-hamburg.de |
| Papenhuder Straße 22 ·        | Hertha Levie geb. Goldschmidt               | Hier wohnte Hertha Levie geb. Goldschmidt Jg. 1892 Flucht 1939 Holland interniert Westerbork deportiert 1942 Auschwitz ermordet                                                                  |                                  | Eintrag auf stolpersteine-hamburg.de |
| Papenhuder Straße 22 ·        | Jon Levie                                   | Hier wohnte Jon Levie Jg. 1878 Flucht 1939 Holland interniert Westerbork deportiert 1942 Auschwitz ermordet                                                                                      |                                  | Eintrag auf stolpersteine-hamburg.de |
| Papenhuder Straße 27 ·        | Emilie Löwenstein                           | Hier wohnte Emilie Löwenstein Jg. 1875 deportiert 1942 Theresienstadt 1942 Treblinka ermordet |                                  | Eintrag auf stolpersteine-hamburg.de |
| Papenhuder Straße 32 ·        | Carl Bruns                                  | Hier wohnte Carl Bruns Jg. 1885 Sachsenhausen Todesmarsch tot 1945 |                                  | Eintrag auf stolpersteine-hamburg.de Vor dem Eingang. Homosexuelles NS-Opfer. |
| Papenhuder Straße 40 ·        | Charlotte Rosenfeld                         | Hier wohnte Charlotte Rosenfeld Jg. 1905 deportiert 1941 Riga ??? |                                  | Eintrag auf stolpersteine-hamburg.de |
| Papenhuder Straße 42 ·        | Hannelore Baum                              | Hier wohnte Hannelore Baum Jg. 1935 deportiert 1942 Auschwitz ermordet |                                  | Eintrag auf stolpersteine-hamburg.de Ein weiterer Stolperstein befindet sich in Hamburg-Rotherbaum. |
| Papenhuder Straße 42 ·        | Hedwig Bernhardine Baum geb. Hirschfeld     | Hier wohnte Hedwig Bernhardine Baum geb. Hirschfeld Jg. 1904 deportiert 1942 Auschwitz ermordet                                                                                                  |                                  | Eintrag auf stolpersteine-hamburg.de |
| Papenhuder Straße 42 ·        | Wilhelm Baum                                | Hier wohnte Wilhelm Baum Jg. 1892 deportiert 1942 Auschwitz ermordet |                                  | Eintrag auf stolpersteine-hamburg.de |
| Papenhuder Straße 49 ·        | Walter Kruse                                | Hier wohnte Walter Kruse Jg. 1906 im Widerstand/KPD-RFB verhaftet 1933 Zuchthaus Fuhlsbüttel Zuchthaus Bremen 1943 Zuchthaus Waldheim 1944 KZ Buchenwald befreit                                 |                                  | Eintrag auf stolpersteine-hamburg.de |
| Papenhuder Straße 49 ·        | Arthur Sonntag                              | Hier wohnte Arthur Sonntag Jg. 1895 im Widerstand/KPD verhaftet 23.4.1933 Zuchthaus Fuhlsbüttel Zuchthaus Bruchsal Papenburg, Dachau befreit                                                     |                                  | Eintrag auf stolpersteine-hamburg.de |
| Papenhuder Straße 49 ·        | Asta Sonntag                                | Hier wohnte Asta Sonntag Jg. 1915 im Widerstand/KJVD verhaftet Lübeck-Lauerhof 1943 KZ Ravensbrück 1944 KZ Buchenwald 1945 Todesmarsch Riesa befreit                                             |                                  | Eintrag auf stolpersteine-hamburg.de |
| Papenhuder Straße 53 ·        | Gabriele Burchard                           | Hier wohnte Gabriele Burchard Jg. 1923 deportiert 1941 Minsk ??? |                                  | Eintrag auf stolpersteine-hamburg.de |
| Papenhuder Straße 53 ·        | Marianne Burchard                           | Hier wohnte Marianne Burchard Jg. 1928 deportiert 1941 Minsk ??? |                                  | Eintrag auf stolpersteine-hamburg.de |
| Papenhuder Straße 53 ·        | Olga Burchard geb. Jonas                    | Hier wohnte Olga Burchard geb. Jonas Jg. 1894 deportiert 1941 Minsk ??? |                                  | Eintrag auf stolpersteine-hamburg.de |
| Papenhuder Straße 53 ·        | Valentin Ernst Burchard                     | Hier wohnte Valentin Burchard Jg. 1891 deportiert 1941 Minsk ??? |                                  | Eintrag auf stolpersteine-hamburg.de Zwei weitere Stolpersteine befinden sich in Hamburg-Altstadt |
| Petkumstraße 15 ·             | Karl Werner Brinitzer                       | Hier wohnte Karl Werner Brinitzer Jg. 1916 Flucht 1934 Holland interniert Westerbork deportiert 1942 Auschwitz ermordet 30.9.1942                                                                |                                  | Eintrag auf stolpersteine-hamburg.de |
| Richardstraße 4 ·             | Henry Fürst                                 | Hier wohnte Henry Fürst Jg. 1856 deportiert 1942 Theresienstadt ermordet 25.9.1942 |                                  | Eintrag auf stolpersteine-hamburg.de In der Nähe des Shoppingcenters Hamburger Meile. Für Stolpersteine Schumacher Richardstraße 1 siehe Liste der Stolpersteine in Hamburg-Barmbek-Süd |
| Schenkendorfstraße 1 ·        | Bertha Maaß                                 | Hier wohnte Bertha Maaß Jg. 1874 verhaftet 1942 KZ Fuhlsbüttel deportiert 1942 Theresienstadt 1942 Treblinka ermordet                                                                            |                                  | Eintrag auf stolpersteine-hamburg.de |
| Schenkendorfstraße 19 ·       | Heinrich Bachert                            | Hier wohnte Heinrich Bachert Jg. 1909 verhaftet März 1945 KZ Fuhlsbüttel gehenkt 23.4.1945 Neuengamme                                                                                            |                                  | Eintrag auf stolpersteine-hamburg.de |
| Schenkendorfstraße 25 ·       | Robert Anasch                               | Hier wohnte Robert Anasch Jg. 1907 verhaftet Okt. 1942 1944 Zuchthaus Celle ermordet 1945 Zuchthaus Bützow-Dreibergen                                                                            |                                  | Eintrag auf stolpersteine-hamburg.de |
| Schenkendorfstraße 30 ·       | Willy Unger                                 | Hier wohnte Willy Unger Jg. 1908 verhaftet 1939 Emslandlager Flucht in den Tod 22.1.1943 |                                  | Eintrag auf stolpersteine-hamburg.de |
| Schöne Aussicht 22 ·          | Eduard Wolff                                | Hier wohnte Eduard Wolff Jg. 1870 gedemütigt/entrechtet Flucht in den Tod 26. Feb. 1938 |                                  | Eintrag auf stolpersteine-hamburg.de Ein weiterer Stolperstein befindet sich in Hamburg-Hammerbrook. |
| Schrötteringksweg 9 ·         | Fritz Simon Reich                           | Hier wohnte Fritz Simon Reich Jg. 1868 deportiert 1944 Theresienstadt ermordet 31.5.1944 |                                  | Eintrag auf stolpersteine-hamburg.de Ein weiterer Stolperstein befindet sich in Hamburg-Altstadt. |
| Schrötteringksweg 9 ·         | Leo Wolfsohn                                | Hier wohnte Leo Wolfsohn Jg. 1868 deportiert 1942 Theresienstadt ermordet 16.9.1942 |                                  | Eintrag auf stolpersteine-hamburg.de Ein weiterer Stolperstein befindet sich in Hamburg-Altstadt. |
| Schwanenwik 29 ·              | John Hasenberg                              | Hier wohnte John Hasenberg Jg. 1892 Flucht-Holland deportiert Bergen-Belsen tot 23.1.1945 |                                  | Eintrag auf stolpersteine-hamburg.de |
| Schwanenwik 29 ·              | Harald Seligmann                            | Hier wohnte Harald Seligmann Jg. 1886 1939–1941 Gefängnis 1941 KZ Fuhlsbüttel ermordet 26.6.1942 KZ Neuengamme                                                                                   |                                  | Eintrag auf stolpersteine-hamburg.de Ein weiterer Stolperstein befindet sich in Hamburg-Neustadt. |
| Schwanenwik 29 ·              | Harald Seligmann jr.                        | Hier wohnte Harald Seligmann jr. Jg. 1918 ‚Schutzhaft‘ 11.1.1945 Gefängnis Fuhlsbüttel KZ Neuengamme ermordet 1945                                                                               |                                  | Eintrag auf stolpersteine-hamburg.de |
| Schwanenwik 33 ·              | Alma Moeller geb. Cohen                     | Hier wohnte Alma Moeller geb. Cohen Jg. 1881 deportiert 1942 ermordet in Auschwitz |                                  | Eintrag auf stolpersteine-hamburg.de |
| Uhlenhorster Weg 2 ·          | Sophie Peter                                | Hier wohnte Sophie Peter geb. Isaac Jg. 1869 deportiert 1944 Theresienstadt ermordet 19.5.1944                                                                                                   |                                  | Eintrag auf stolpersteine-hamburg.de |
| Uhlenhorster Weg 35 ·         | Julius Neuhaus                              | Hier wohnte Julius Neuhaus Jg. 1884 deportiert 1941 ermordet in Minsk |                                  | Eintrag auf stolpersteine-hamburg.de |
| Uhlenhorster Weg 35 ·         | Marie Neuhaus geb. Eisner                   | Hier wohnte Marie Neuhaus geb. Eisner Jg. 1882 deportiert 1941 ermordet in Minsk |                                  | Eintrag auf stolpersteine-hamburg.de |
| Uhlenhorster Weg 39 ·         | Leopold Winterfeld                          | Hier wohnte Dr. Leopold Winterfeld Jg. 1887 Flucht Frankreich deportiert Auschwitz |                                  | Eintrag auf stolpersteine-hamburg.de |
| Uhlenhorster Weg 39 ·         | Lissi Winterfeld geb. Stern                 | Hier wohnte Lissi Winterfeld geb. Stern Jg. 1896 deportiert 1944 Theresienstadt ??? |                                  | Eintrag auf stolpersteine-hamburg.de |
| Uhlenhorster Weg 39 ·         | Werner Winterfeld                           | Hier wohnte Werner Winterfeld Jg. 1918 Flucht 1939 Frankreich interniert Drancy deportiert 1943 Majdanek ermordet                                                                                |                                  | Eintrag auf stolpersteine-hamburg.de |
| Uhlenhorster Weg 51 ·         | Betti Engelmann geb. Kahn                   | Hier wohnte Betti Engelmann geb. Kahn Jg. 1873 deportiert 1942 Theresienstadt ermordet 15.5.1944                                                                                                 |                                  | Eintrag auf stolpersteine-hamburg.de |
| Ulmenau 9 ·                   | Nanny Baruch                                | Hier wohnte Nanny Baruch Jg. 1865 deportiert 1942 Theresienstadt ermordet 5.9.1942 |                                  | Eintrag auf stolpersteine-hamburg.de Stolperstein liegt auf dem Gehweg Ulmenau links von der Zuwegung zu den Häusern 1–9 |
| Ulmenau 9 ·                   | Sarah Baruch                                | Hier wohnte Sarah Baruch Jg. 1870 deportiert 1942 Theresienstadt ermordet 29.7.1942 |                                  | Eintrag auf stolpersteine-hamburg.de Stolperstein liegt auf dem Gehweg Ulmenau links von der Zuwegung zu den Häusern 1–9 |
| Winterhuder Weg 11 ·          | Johanna Fürth                               | Hier wohnte Johanna Fürth Jg. 1927 eingewiesen 1940 Alsterdorfer Anstalten ‚verlegt‘ 16.8.1943 Am Steinhof/Wien ermordet 3.10.1943                                                               |                                  | Eintrag auf stolpersteine-hamburg.de |
| Winterhuder Weg 11 ·          | Hans-Peter Harder                           | Hier wohnte Hans-Peter Harder Jg. 1939 eingewiesen 1942 Alsterdorfer Anstalten ‚verlegt‘ 7.8.1943 Idstein/Kalmenhof ‚Kinderfachabteilung‘ ermordet 9.9.1943                                      |                                  | Eintrag auf stolpersteine-hamburg.de |
| Winterhuder Weg 11 ·          | Günter Jentzsch                             | Hier wohnte Günter Jentzsch Jg. 1938 eingewiesen 1940 Alsterdorfer Anstalten verlegt 7.8.1943 Heilanstalt Eichberg ermordet 21.9.1943                                                            |                                  | Eintrag auf stolpersteine-hamburg.de |
| Winterhuder Weg 11 ·          | Horst Langeloh                              | Hier wohnte Horst Langeloh Jg. 1940 eingewiesen 1942 Alsterdorfer Anstalten ‚verlegt‘ 7.8.1943 Heilanstalt Kalmenhof ermordet 11.11.1943                                                         |                                  | Eintrag auf stolpersteine-hamburg.de |
| Winterhuder Weg 11 ·          | Hildegard Netzband                          | Hier wohnte Hildegard Netzband Jg. 1932 eingewiesen 1934 Alsterdorfer Anstalten ‚verlegt‘ 16.8.1943 Am Steinhof/Wien ermordet 22.10.1944                                                         |                                  | Eintrag auf stolpersteine-hamburg.de |
| Winterhuder Weg 11 ·          | Bruno Schleemann                            | Hier wohnte Bruno Schleemann Jg. 1940 eingewiesen 1943 Alsterdorfer Anstalten ‚verlegt‘ 7.8.1943 Heilanstalt Idstein ermordet 15.9.1943                                                          |                                  | Eintrag auf stolpersteine-hamburg.de |
| Winterhuder Weg 27 ·          | Ilse Gaetcke                                | Hier wohnte Ilse Gaetcke Jg. 1909 eingewiesen 1917 Alsterdorfer Anstalten ‚verlegt‘ 16.8.1943 Heilanstalt Am Steinhof/Wien ermordet 27.2.1945                                                    |                                  | Eintrag auf stolpersteine-hamburg.de |
| Winterhuder Weg 49 ·          | Heinz Weidt                                 | Hier wohnte Heinz Weidt Jg. 1913 mehrmals verhaftet zuletzt 1943 KZ Fuhlsbüttel ‚Frontbewährung‘ Schicksal unbekannt                                                                             |                                  | Eintrag auf stolpersteine-hamburg.de |
| Winterhuder Weg 73 ·          | Else Seelenfreund geb. Klappholz            | Hier wohnte Else Seelenfreund geb. Klappholz Jg. 1893 ‚Polenaktion‘ 1938 Bentschen/Zbaszyn ermordet im besetzten Polen                                                                           |                                  | Eintrag auf stolpersteine-hamburg.de |
| Winterhuder Weg 73 ·          | Inge Seelenfreund                           | Hier wohnte Inge Seelenfreund Jg. 1927 ‚Polenaktion‘ 1938 Bentschen/Zbaszyn ermordet im besetzten Polen                                                                                          |                                  | Eintrag auf stolpersteine-hamburg.de |
| Winterhuder Weg 73 ·          | Lotte Seelenfreund                          | Hier wohnte Lotte Seelenfreund Jg. 1922 ‚Polenaktion‘ 1938 Bentschen/Zbaszyn ermordet im besetzten Polen                                                                                         |                                  | Eintrag auf stolpersteine-hamburg.de |
| Winterhuder Weg 73 ·          | Moises Moritz Seelenfreund                  | Hier wohnte Moises Moritz Seelenfreund Jg. 1888 ‚Polenaktion‘ 1938 Bentschen/Zbaszyn ermordet im besetzten Polen                                                                                 |                                  | Eintrag auf stolpersteine-hamburg.de |
| Zimmerstraße 29–33 ·          | Martha Rosetta Gobert                       | Hier wohnte Martha Rosetta Gobert Jg. 1856 deportiert 1942 Theresienstadt ermordet 12.9.1942 |                                  | Eintrag auf stolpersteine-hamburg.de |
| Zimmerstraße 29–33 ·          | Amanda Ada Löwe                             | Hier wohnte Amanda Ada Löwe Jg. 1921 verhaftet 1943 Gefängnis Fuhlsbüttel Ravensbrück Todesmarsch 1945 befreit                                                                                   |                                  | Eintrag auf stolpersteine-hamburg.de |
| Zimmerstraße 29–33 ·          | Max Löwe                                    | Hier wohnte Max Löwe Jg. 1889 deportiert 1944 Auschwitz ermordet 24.11.1944 Stutthof |                                  | Eintrag auf stolpersteine-hamburg.de |
| Zimmerstraße 29–33 ·          | Anna-Luise Lübcke                           | Hier wohnte Anna-Luise Lübcke Jg. 1934 eingewiesen 1936 Alsterdorfer Anstalten ‚verlegt‘ 16.8.1943 Am Steinhof/Wien ermordet 13. Januar 1944                                                     |                                  | Eintrag auf stolpersteine-hamburg.de |
| Zimmerstraße 29–35 ·          | Franziska Nathan geb. Rosenberg             | Hier wohnte Franziska Nathan geb. Rosenberg Jg. 1869 deportiert 1942 Theresienstadt tot 29.11.1942                                                                                               |                                  | Eintrag auf stolpersteine-hamburg.de |
| Zimmerstraße 47 ·             | Max Heinrich Dahms                          | Hier wohnte Max Heinrich Dahms Jg. 1914 verhaftet KZ Fuhlsbüttel Flucht in den Tod 16.10.1940 |                                  | Eintrag auf stolpersteine-hamburg.de |